# Combustível de jato
| JET A-1                          |                            |
| Ponto de combustão :             | 38 °C                      |
| Temperatura de auto-ignição:     | 210 °C                     |
| Ponto de congelamento:           | -47 °C (-40 °C para JET A) |
| Temperatura de desnaturalização: | 260-315 °C (500-599 °F)    |
| Temperatura máxima de ebulição:  | 980 °C (1796 °F)           |
| Densidade à 15 °C (60 °F):       | 0.775-0.840 kg/L           |

Combustível de jato (também conhecido como Querosene de aviação (QAV)) é um tipo de combustível desenvolvido especialmente para aeronaves com motor a jato. O combustível de jato é transparente. É o combustível sem chumbo ou parafina mais comum. É chamado de JET A-1, e é produzido segundo as especificações internacionais. Nos Estados Unidos apenas a versão conhecida como JET A é usada.
Outro combustível de jato comumente usado para a aviação é o chamado JET B, um combustível feito de nafta-querosene e tem uma performance mais aprimorada para regiões frias. Contudo, a sua manipulação é mais perigosa  por ter uma composição mais leve do que o JET A. Assim, o emprego do JET B é  restrito a regiões onde as características climatológicas tornem seu uso absolutamente necessário.
Tanto o JET A e o JET B contêm alguns aditivos:
- Antioxidantes,  produzidos a partir de fenóis alcalinos e que impedem que o combustível “cole”.
- Agentes antiestáticos, para dissipar a eletricidade estática e prevenir faíscas.
- Inibidores de corrosão
- Inibidor de congelamento de combustível
- Biocidas para combater proliferação microbiótica(bacterial e fúngica) que possam propagar-se nos tanques de combustível. Hoje há dois biocidas aprovados para uso das maiorias das aeronaves e motores a jato, são eles o: Kathon FP1.5 Microbiocide e o Biobor JF.[2]
- Inibidores de oxidação para remediar qualquer efeito de traços de metal na estabilidade térmica do combustível. O único aditivo aceito é o Propano-1,2-diamina

Existem vários tipos de aditivos para serem colocados neste tipo de combustível. A maioria é utilizado em aeronaves de uso militar. Entre estes combustíveis se destaca o JET JP-5, muito utilizado por aviões-tanque, por ser mais estável e ter um ponto de combustão de 60 °C. Existem outros tipos de combustíveis específicos para certos tipos de aviões como o JP-6 usado pelo North American XB-70 Valkyrie e o JP-7 usado pelo SR-71 Blackbird. Ambos tem um alto ponto de combustão, pois voos supersônicos acabam produzindo uma alta temperatura.
Os combustíveis de jatos comerciais têm suas origens nos combustíveis militares, mas seu uso comercial mundial excede em várias vezes o uso militar. Em aeronaves civis, utiliza-se do JET-A, que é similar ao JP-8, e o JET-B, que é uma mistura similar ao JP-4.
O combustível para jato é muito similar ao  diesel,  sendo por isso usado em vários modelos de aeronaves. Já está em estudo o uso do combustível em motores a pistão. Essa tecnologia representa a grande promessa, para a aviação geral, de um combustível leve, poderoso e “amigo do meio-ambiente”, sendo considerado o substituto do Avgas.